# Весловуцький Цезар Васильович
Це́зар Васи́льович Веславу́цький (нар. 18 вересня 1925, Хмельницька область — 20 жовтня 2000, Київ) — видатний український штангіст, чотириразовий чемпіон світу серед ветеранів, багаторазовий рекордсмен України із важкої атлетики у важкій вазі. Спортивний педагог, тренер.

## Біографія
В дитинстві повний сирота, котрий під час Голодомору потрапив до дітдому в селі Головчинці Меджибіжзького району, на той час Кам'янец-Подільської області — і таким чином вижив. Спортом почав займатися тільки в 22 роки під час строкової служби в Радянській Армії. Першим тренером Цезаря став 14-разовий чемпіон СРСР в важкій вазі (1937–1952), заслужений майстер спорту, заслужений тренер СРСР, чемпіон Європи 1947, 1950 років, срібний призер першості світу 1946 — Яків Григорович Куценко. Веславуцький був важковаговиком України № 1 до Леоніда Жаботинського.
Цезар Весловуцький — багаторічний головний тренер київського «Спартака». Кавалер державних нагород, орденів та медалей.
Похований в Києві на Берковецькому кладовищі (ділянка № 81).

## Праці
- Весловуцкий, Цезарь Васильевич. Гантели и резина в вашей квартире. — Киев: Здоровья, 1989. — 149 с. ISBN 5311002840
- Весловуцький Цезар Васильович. рос. Физические упражнения с отягощениями. — Киев: Здоровья, 1984. — 102 с.